# Новотроїцьк (Можгинський район)
Новотро́їцьк (рос. Новотроицк) — присілок в Можгинському районі Удмуртії, Росія.
Колишня назва — Новотроїцький.
Урбаноніми:
- вулиці — Ставкова

## Населення
Населення — 9 осіб (2010; 10 в 2002).
Національний склад станом на 2002 рік:
- удмурти — 100 %